# Bitche

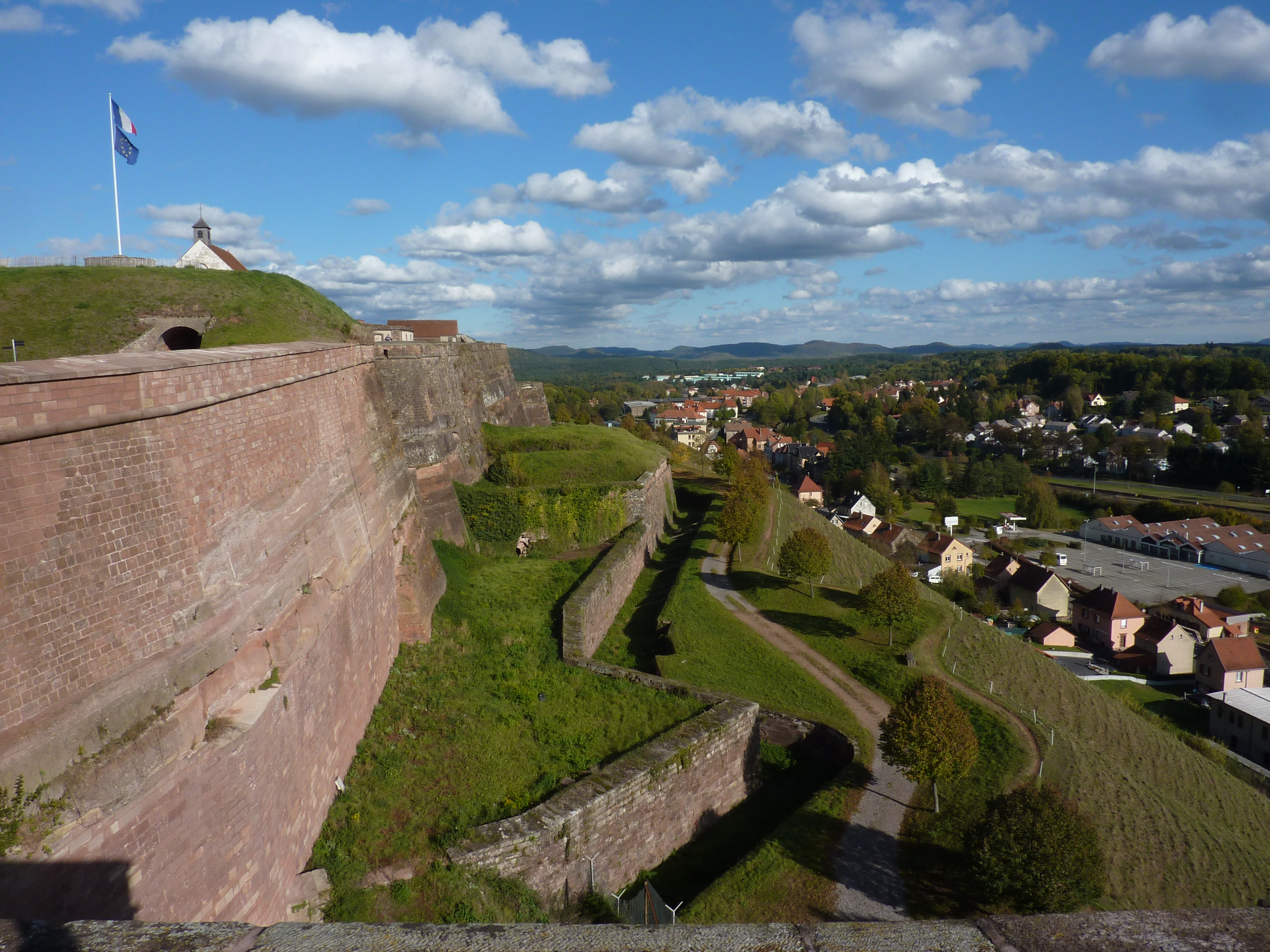
Ciudadela de Bitche, monumento histórico de Francia

Bitche es una comuna francesa situada en el departamento de Mosela, en la región de Gran Este.
En su territorio se encuentran importantes fortificaciones.

## Demografía
| 4277 | 5004 | 5055 | 5648 | 5517 | 5752 | 4951 |
| Para los censos de 1962 a 1999 la población legal corresponde a la población sin duplicidades (Fuente: INSEE [Consultar]) |      |      |      |      |      |      |